# Toque Profundo
Toque Profundo es una banda de rock de República Dominicana, fundado a mediados de 1989. Está formado por Tony Almont (Voz y Guitarras), Tomás Alvárez (Bajo, Teclados y programación) y Joel Lazala (Percusión, teclado y coros). Es considerada por los  fanáticos y críticos como la banda por excelencia del rock dominicano y la de mayor tiempo vigente en el mercado, con canciones contienen críticas sociales y un estilo característico influenciado por las bandas suramericanas y estadounidenses, explorando el grunge y rock alternativo.
Toque profundo alcanzó la fama local después de ganar las olimpiadas del rock dominicano en el 1989. Posteriormente, su primer LP Sueños Y Pesadillas Del Tercer Mundo (1992) donde los sencillos "Amigo", "Mi País", "El Bolero Del Biónico" y "El Jevito" tuvieron gran acogida entre la juventud y gran difusión en las emisoras nacionales especializadas en rock. Además, ganaron el Premio Casandra (la premiación artística más importante de República Dominicana) como mejor grupo de rock/pop y participaron en el concierto Rock Sobre Las Piedras, celebrado en el anfiteatro de Altos de Chavón en 1992. En 1993, fueron escogidos para representar a la República Dominicana en el prestigioso "Festival de Benidorm" en España con la canción: "Dios Salve al Viajero" y ocuparon uno de los primeros lugares en el festival.
En el 1996 su segundo álbum de estudio "Moneda", se agoto rápidamente en las tiendas locales y los sencillos "Lloraré", ¿Dónde Estabas Tú?" y "Ramona" llegaron a las primeras posiciones radiales en Santo Domingo. En 1999, su tercer album de estudio "Cría Cuervos"  se convirtió en su disco más vendido y aclamado por la crítica ayudando a la banda tener exposición masiva en los medios tradicionales locales. Finalmente, el álbum fue seleccionado por la Asociación de Cronistas de Arte (ACROARTE) como uno de los “100 álbumes esenciales de la música dominicana. Conteniendo los éxitos "Noche Sin Luna" "Botas Negras" y "Dando Aco", la banda alcanzó los primeros lugares en las listas de éxitos locales. Posteriormente al éxito del álbum, realizaron su primera gira en Estados Unidos y sirvieron de teloneros de los conciertos de Juanes, Mana, Los Fabulosos Cadillacs, Enanitos Verde y Molotow en Santo Domingo entre 2000 y 2002.
En el 2002, sale al mercado el disco "Magia". Después de unos años de inactividad, la banda vuelve a los escenarios entre el 2004 y el 2005. En el 2010 la banda participa en el Festival Presidente, el festival de música más importante del Caribe. En el 2011 y 2012 la banda gana por dos años consecutivos "Mejor Grupo Pop/Rock" en los Premios Casandra. En el 2014, lanzan su primera producción en 12 años, el disco compilatorio "Vivo". En ese mismo año la banda ganara el "Soberano a la Trayectoria" por sus 25 años y "Mejor Video Clip" por el sencillo rock radio. Entre 2015 y 2023, la banda continua lanzando sencillos independientes y realizando presentaciones temáticas con gran éxito en República Dominicana, sobre todo en Santo Domingo. En el 2022, la banda una versión regrabada y re-mezclada de su exitoso disco "Cría Cuervos".

## Historia

### Los inicios (1989-1992)
La banda tuvo sus inicios en 1989 cuando el (tecladista) Lorenzo Zayas-Bazan se entera de las Olimpíadas Rock de ese año, y llama por teléfono a Máximo Gómez (Batería), este conversa con el guitarrista Leo Susana, quienes son primos y le habla a Lorenzo de él. Ellos conversan con Leo y decide entrar a la banda, con la condición de que Tony Almont fuese el vocalista; cuando Máximo y Lorenzo conocen a Tony no creen que pueda ser parte de la banda por su aspecto y cuando ven lo que podía hacer en el escenario entendieron que la banda estaba formada. Leo y Tony se reunían a escuchar música y escribir canciones en el apartamento de una tía de Leo Susana, ubicado en Santo Domingo. De esas noches de música e inspiración, nació la música de Toque Profundo, al igual que Máximo y Lorenzo. La banda se formó 14 días antes de las Olimpíadas Rock de ese año.
Su carrera tuvo un rápido ascenso, pues obtuvieron el primer lugar en la VI edición de las Olimpíadas Rock, que fue el evento principal en los 80 y 90 que daba a conocer los nuevos talentos del rock dominicano.
A finales de 1990 ingresa a la banda el bajista Tomás Álvarez (ex Los Desafortunados), ocupando dicha posición en la actualidad.
En 1992 se convirtieron en el primer grupo dominicano de rock que lanzó un álbum en formato CD. Sueños Y Pesadillas Del Tercer Mundo tuvo dicha distinción. Los sencillos "Amigo", "Mi País", "El Bolero Del Biónico" y "El Jevito" tuvieron gran acogida entre la juventud y gran difusión en las emisoras especializadas en rock, mereciéndole al grupo la obtención del premio Casandra al "Mejor Grupo de Rock" de 1991.
Participaron en el concierto Rock Sobre Las Piedras, celebrado en Altos de Chavón en 1992 y organizado por el empresario artístico Luis Medrano, donde participaron junto a New Page, Coral Negro, IO y Qüo Vadis.
Leo Susana y su primo Máximo Gómez, baterista de la banda, deciden dejar el grupo en 1991, luego formando la banda de rock pesado JLS + Cousin Max en 1992, que luego sería simplificado como JLS.

### Afianzamiento (1993-1999)
En 1993, Toque Profundo presentó su música en el Festival de Benidorm, en España, con el tema «Viajero», considerado uno de los clásicos del rock dominicano. Esta canción también fue incluida en la película española Bitter Sugar (1996), del cineasta cubano León Ichaso.
En 1995 se incorporó a la banda el guitarrista Clemente Portillo (exmiembro de AbaddonRD), mientras el bajista Tomás Álvarez alternaba su participación en Toque Profundo con su ingreso al grupo Tabutek.
En 1996 lanzaron su segundo álbum de estudio, titulado Moneda, del cual se desprendieron éxitos como «Lloraré», «Ramona» —versión en español del tema «Layla» de Eric Clapton—, «¿Dónde estabas tú?» y una nueva versión de «Viajero». El álbum tuvo una alta demanda y se agotó en solo tres meses, lo que motivó su relanzamiento en el año 2000.
En septiembre de 1996, la banda participó en la segunda edición del espectáculo Rock, Reggae, Merenhouse Sobre Las Piedras, junto a más de 30 agrupaciones de distintos géneros. Su presentación fue considerada controversial por los medios de comunicación, debido a que los integrantes actuaron vestidos únicamente con pañales.

### Popularidad y viajes al exterior:Cría Cuervos(1999-2002)
En 1999, en medio de uno de los mejores momentos para el rock dominicano, lanzan su tercer y más vendido disco hasta la fecha, Cría Cuervos. De este disco se desprendieron los éxitos "Libérame" (popularizada previamente en 1997), "Noche Sin Luna", "Botas Negras", la versión acústica de "Dios Salve Al Viajero" y la primera aparición en CD de la favorita en vivo "Dando A'co". Ese disco obtuvo el premio al "Álbum Del Año" en los premios Lo Mejor Del Rock Dominicano de 1999, celebrados el 6 de abril de 2000 en el Centro de Eventos y Exposiciones de Santo Domingo.
"Noche Sin Luna" se convirtió en la canción de rock dominicano que durante una mayor cantidad de tiempo permaneció en el primer lugar en los charts de las emisoras de radio.
El 30 de julio de 1999, junto a JLS, fueron la contraparte dominicana en un concierto de los mexicanos Víctimas Del Doctor Cerebro en el Teatro Agua y Luz.
El 28 de octubre celebraron su décimo aniversario con un concierto en el Teatro Agua Y Luz, en el que participaron todos los integrantes que hasta ese momento habían estado en las filas de la banda.
En febrero de 2000 visitan por primera vez Estados Unidos, participando como única banda de rock en un festival de merengue y bachata celebrado en el Juan Pablo Duarte Park de la ciudad de Miami ante un público de más de 6 mil personas. Vuelven y pisan suelo americano en noviembre donde tuvieron tres presentaciones.
A mediados de año la banda lanza un compilado de canciones del grupo reversionadas en ritmos electrónicos y bailables de la mano de varios artistas y DJs electrónicos de República Dominicana, tales como Campamento Revolucionario, DJ Fong, Vic Pichardo y Valettefield. El álbum tiene como nombre Versión 3.5.
Ese mismo año fueron nominados al Casandra en la categoría "Mejor Grupo de Rock" de 1999.
El 14 de abril de 2000, fueron teloneros de la banda mexicana Maná en un concierto celebrado en el Estadio Quisqueya de la capital.
Vuelven y viajan a los Estados Unidos del 20 de marzo al 1 de abril de 2001, presentándose en varios bares y pubs.
Fueron teloneros de la banda argentina Los Fabulosos Cadillacs el 28 de septiembre en el Teatro Agua y Luz.

### El resurgir y los vaivenes:Magia(2002-2004)
El 18 de mayo de 2002 lanzan Magia en el Auditorio de Bellas Artes. Es considerado como su mejor álbum hasta la fecha, según una parte de la crítica especializada. Es en ese disco donde Toque Profundo expande sus fronteras explorando sonidos eclécticos con marcadas influencias de la música hindú y sonidos africanos. En el disco hace aparición como invitado el músico budista Phillip Brown en la balada "Paradisso". La banda hace un homenaje al merengue al reversionar el éxito "Tabaco Y Ron" de Manuel Larroche y popularizado por Fernando Villalona. De ese álbum se desprendieron los éxitos radiales "Ángel Ciego", "?" [llamada "Acertijo"], "El Cristo Del Retrovisor" y "El Viaje".
Fueron la contraparte dominicana en la parada del Le Modulor Tour 2002 de los mexicanos Moenia, el 20 de julio en Santiago de los Treinta Caballeros.
El 7 de septiembre abren la primera presentación del colombiano Juanes en Santo Domingo.
El 5 de octubre de ese año fueron encargados de cerrar la primera edición del Festival de Rock Dominicano ANivelDe.com, celebrado en las Ruinas de San Francisco, en la capital dominicana.
A mediados de 2003 surgen rumores de la desintegración de la banda debido a la inactividad en conciertos que esta tenía, causada, entre diversos factores, a la precaria situación económica que se vivía en República Dominicana durante ese tiempo, y a la búsqueda de espacio de los integrantes del grupo para desarrollarse individualmente como músicos, formando parte de proyectos paralelos a la banda: el baterista Joel Lazala con Marteovenus y Los Manolos, el guitarrista Clemente Portillo con Blues Company, el bajista Tomás Álvarez con Cerobit (además de que estuvo en Tabutek hasta su desintegración en ese año) y Tony Almont con Las Marías, Diagonal B y sus viajes a Nueva York tratando de promocionar la música de Toque Profundo en la gran urbe. En mayo de ese año Clemente Portillo viaja a los Estados Unidos y lo sustituye en la banda Ariel Sánchez, bajista de Nux, Épsilon y Necro, y a la vez guitarrista de Buy3.
El 27 de junio de 2004 fueron escogidos nuevamente para cerrar el Festival de Rock Dominicano ANivelDe.com, en su segunda edición, llevada a cabo en el Auditorio Santo Domingo.

### "Regresó Clemente Portillo" (2005-2012)
A inicios de 2005 la banda empieza a reanimarse luego de varios meses virtualmente ausente de los escenarios. En la primera semana de febrero empezó la filmación del segundo vídeo en la historia del cuarteto (siendo el primero correspondiente a "Dios Salve Al Viajero", grabado en vivo), correspondiente al tema "Las Paredes Del Silencio". El clip fue dirigido por Tabaré Blanchard ("Suele Pasar", La Siembra). A pesar de haber grabado en su totalidad, el clip jamás fue terminado.
Con planes de lanzar un álbum en vivo, que recorriera toda su carrera, un concierto efectuado por el grupo en febrero de 2004 en el desaparecido bar Mankala de la ciudad de Santo Domingo fue grabado. El material jamás ha salido a la luz por falta de interés de algunos de los miembros. Este material iba a formar parte de un álbum de grandes éxitos también estuvo siendo contemplado por la formación para su posterior lanzamiento.
El 30 de marzo de ese año, regresó Clemente Portillo de retirada a Santo Domingo presentándose de inmediato con la banda en el bar Ocho Puertas el día siguiente. A su regreso, la banda no ha sacado ningún material nuevo y al parecer todo interés en continuar el proyecto Toque Profundo se ha desvanecido de todos en la banda. A pesar de que Toque Profundo no se presenta en grandes conciertos como lo hacía anteriormente, aún siguen tocando su buena música con frecuencia semanal en Casa de Teatro, en algunas actividades bohemias y de rock y en conciertos especiales como el caso del concierto a beneficio de niños con discapacidad encefálica, "Junconcierto 2007" organizado por la ONG JUNCO, (Juventud Nacional Comprometida) el 11 de diciembre. Toque Profundo fue la banda estelar de dicho concierto, que abarrotó el local donde se realizó el evento.
En diciembre del 2009 la banda celebra su 20 aniversario en un concierto de gala en Hard Rock Café Santo Domingo con la mayor asistencia que haya tenido en la historia una banda de rock dominicano con la participación de todos los integrantes que ha tenido la banda hasta la fecha.

### Rock Radio (2013)
El 4 de marzo de 2013, la banda estrenó oficialmente una nueva canción a la que le dieron el nombre de "Rock Radio". Rápidamente luego de publicar el tema en sus redes sociales los excelentes comentarios de sus seguidores comenzaron a llegar.
Tony Almont, vocalista y autor de las letras dijo, "Muchos de los que hoy, la música es un pilar importante en sus vidas, fuimos tocados por ella a través de la radio. Los djs, los programas y las emisoras, eran nuestros lugares de refugio y comunión.
Por todas partes del país existían programas que se hacían eco de que algo bullía en las mentes y los corazones de una generación. Por múltiples razones esto ha ido cambiando. Este es un pequeño homenaje a esos momentos, programas, emisoras y más aún a las voces que nos acompañaron, especialmente a Mike Romero (La X 102, Radio Listin 99.7 fm, La Rocka 91.7 fm) y Barón Vallete (La Nota Diferente 95.7 fm), idos a destiempo. Así como JM Hidalgo, Alex Solo, July Carlo, Miguel Cunillera, Wanda Pons, Joel Reyes, María Victoria Guerrero, Tony Rojas,Pedro Sergio Herrera, Nelson García, Joe Joel, Federico Almeida, Quirogas García, Alphius Archibald y muchos más".
Por su parte, Tomás Álvarez, bajista y productor musical, indicó que "en el proceso de grabación y creación del tema, buscamos actualizar el sonido del grupo, que no sonara a nada que hayamos hecho anteriormente, utilizando elementos electrónicos, pero sin perder la onda fuerte del grupo".
"Rock Radio" es el primer sencillo que estrena Toque Profundo en el 2013 y de esta manera ya suman seis las canciones que han lanzado de forma individual.

### Vivo (2014)
El 14 de mayo lanzan el álbum "Vivo" en formato digital, recopilando los sencillos lanzados por la vanda entre los años 2013 y 2014. Este disco cuenta con los primeros dos temas para los cuales la popular banda nos entrega trabajos visuales, estos son El Experimento y Rock Radio.

### Perder la Razón (2015)
A finales de noviembre y para despedir el año 2015, presentan un nuevo Sencillo titulado "Perder la Razón", un tema que nos muestra a la banda incursionando en un género poco habitual, el Bolero, para lo cual cuentan con la colaboración del guitarrista invitado Federico Méndez , este se incorpora al cuarteto tocando el Cuatro Puertorriqueño, elemento nunca usado anteriormente por la banda.

### Babel (2017)
A principios del 2017 el guitarrista Clemente Portillo deja de pertenecer a la agrupación, quedando como miembros: Tony Almont, Joel Lazala y Tomás Álvarez.
El 28 de agosto de 2017 la banda lanza el sencillo "Babel", acompañado de su correspondiente video, filmado en las inutilizadas instalaciones de El Prado Grand Hotel en el malecón de Santo Domingo.

### Llévame Despacio (2018)
La noche del 23 de noviembre durante una de sus presentaciones temáticas en Casa de Teatro donde se toca en vivo todas las canciones de un álbum, en este caso el álbum de Mágia [2002], y otras canciones, realizan el lanzamiento de su nuevo sencillo titulado "Llévame Despacio" el cual fue desarrollado a principios de año. El lanzamiento de este sencillo viene de la mano con el estreno de su videoclip, en estreno simultáneo en las distintas plataformas digitales. 
Este nuevo trabajo que nos presenta está desarrollado con un estilo disco-funk, y los devuelve a las pantallas de los dispositivos actuales para un videoclip rodado en los estudios de Panamericana Films, dirigido por Leonel Deambrosi & Luis Germán Quijada para eLles Film Co. Es un trabajo que combina varias situaciones en distintos escenarios (los cuales fueron armados y desmontados para ser filmados, secuencia tras secuencia). Bajo la producción de Sol López, se notan los cuidadosos detalles en cada escena, para tratar de contarnos una historia que bien podríamos vernos reflejados en ella.

## Miembros
- Tony Almont - voz (1989-presente)
- Tomás Álvarez - bajo (1990-presente)
- Joel Lazala - batería (1992-presente)

### Miembros pasados
- Clemente Portillo - guitarra (1995-2017)
- Enmanuel Peguero (EP) bajo
- Ernesto Báez (ex Regata)
- Máximo Gómez - Batería (1989-1992) ex JLS
- Lorenzo Zayas Bazan - teclados (1989-1996)
- Leo Susana - Guitarra (1989-1992) actualmente en JLS
- Osvaldo (El Sobi) Peña - bajo (1989-1990)
- Ariel Sánchez - guitarra (2003-2005 - 2017 Actualidad ) (guitarrista invitado) actualmente en Nux, Épsilon, Necro y Buy3.

## Discografía

### Álbumes
- Sueños Y Pesadillas Del Tercer Mundo (1992)
- Moneda (1996)
- Cría Cuervos (1999)
- Magia (2002)
- Vivo [Formato digital] (2014)

## Premios y nominaciones
Toque Profundo tiene la distinción de ser la banda dominicana de rock que ha tenido la mayor cantidad de sencillos #1 en las emisoras de radio de República Dominicana, con 15 en total.

### Premios
Premios Soberano
- Soberano Especial Grupo de Rock (2014)

Premios Casandra
- Mejor Grupo de Rock (1992)
- Mejor Grupo de Rock (2011)
- Mejor Grupo de Rock (2012)
- Mejor Videoclip (2014)[7]

### Nominaciones
Premios Casandra
- Mejor Grupo de Rock (1991)
- Mejor Grupo de Rock (1999)

Premios Lo Mejor Del Rock Dominicano
- Evento o Concierto: 10 Aniversario (1999)
- Banda en el Extranjero (1999)
- Sencillo del Año: "Noche Sin Luna" (1999)
- Producción del Año: Cría Cuervos (1999)
- Mejor Actuación en Vivo: 10 Aniversario (1999)
- Premio Luis Días Banda del Año (1999)

## Videoclips
- Mi país , 20 años después -sep 2009
- "El experimento", - mayo de 2010
- "Rock Radio", - marzo de 2013
- session 25 parte 1- 22 de mayo de 2014

-llorare
-alcohol y cellular
-El jevito
_Ramona
-Botas negras
-Dios salve al viajero
- session 25 parte 2 - 22 dic 2014

-Liberame
-Paredes del silencio
-noche sin luna
-mentira
-Entre la espada y la pared
-Ángel ciego
-Al amanecer
-Arranka
- "Babel", agosto de 2017.
- Pegame tu vicio feat: Eddie Herrera ( en vivo) -feb 23 2018
- "Mi morena/Ramona ( en vivo) feat: Rafa Rosario - 20 de abril de 2018
- "Llévame Despacio"-noviembre de 2018.
- Bolero del bionico (versión sinfónica) -9 de agosto de 2019
- "Levantate" versión cuarentena-11 de mayo de 2020
- "amnesia selectiva"-septiembre 2021.
- "Cria cuervos" mayo 2022
- Dios salve al viajero remix feat:dj Blacky & dj Carlos Jerez - 1 de diciembre de 2023